# شینجی کاگاوا
شینجی کاگاوا (ژاپنی: 香川 真司؛ زادهٔ ۱۷ مارس ۱۹۸۹) بازیکن فوتبال اهل ژاپن است.که در باشگاه فوتبال سرزو اوساکا ژاپن بازی می‌کند.

## دوران باشگاهی

### سرزو اوزاکا
شینجی فوتبالش را از سن ۵ سالگی آغاز کرد و بین سال‌های ۱۹۹۴ تا ۱۹۹۹ در باشگاه فوتبال مارینو حضور داشت. مقصد بعدی او باشگاه کوبه بود که تا سال ۲۰۰۱ در آنجا حضور داشت. سپس ۴ سال در باشگاه میاگی بارسلونا حضور داشت. در همین اوقات بود که باشگاه سرزو اوزاکا استعداد وی را شناخت و در سن ۱۷ سالگی با وی قرارداد امضا کرد تا وی تبدیل به اولین بازیکنی شود که پیش از فارغ‌التحصیلی از دبیرستان، قرارداد حرفه‌ای امضا کرده باشد. در سال ۲۰۰۷ با وجود حضوری نسبتاً ثابت در تیم و به‌دست آوردن جایگاه در ترکیب، نتوانست همراه این تیم به لیگ دسته یک ژاپن صعود کند

### بروسیا دورتموند
در تابستان ۲۰۱۰ کاگاوا با مبلغ ۳۵۰ هزار یورو به باشگاه آلمانی بروسیا دورتموند پیوست. مبلغ پایین این قرارداد به علت وجود بندی در قرارداد وی مبنی بر ترک باشگاه با قیمتی ارزان در صورت دریافت پیشنهاد از باشگاه‌های اروپایی بود.

### منچستر یونایتد
در تاریخ ۵ ژوئن ۲۰۱۲ باشگاه بورسیا دورتموند بر سر انتقال شینجی کاگاوا با باشگاه لیگ برتری منچستر یونایتد به توافق رسید و در تاریخ ۲۲ ژوئن کاگاوا بعد از گذراندن تست پزشکی با منچستر یونایتد قرار داد حرفه‌ای امضا کرد. کاگاوا به نخستین بازیکن ژاپنی تاریخ منچستر یونایتد شد.

## افتخارات
بروسیا دورتموند
- بوندس‌لیگا: ۱۱–۲۰۱۰، ۱۲–۲۰۱۱
- جام حذفی فوتبال آلمان: ۱۲–۲۰۱۱, ۱۷–۲۰۱۶

منچستر یونایتد
- لیگ برتر فوتبال انگلستان: ۱۳–۲۰۱۲
- جام خیریه انگلستان: ۲۰۱۳

ژاپن
- جام ملت‌های آسیا: ۲۰۱۱

انفرادی
- آقای گل لیگ دسته دو ژاپن (۱): ۲۰۰۹
- بهترین تیم بوندسلیگا به انتخاب کیکر: ۱۱–۲۰۱۰
- بهترین تیم فصل اروپا به انتخاب یوروپین اسپورت مدیا:۱۲–۲۰۱۱
- تیم فصل بوندسلیگا: ۱۶–۲۰۱۵